# (4892) Chrispollas
(4892) Chrispollas est un astéroïde de la ceinture principale.

## Description
(4892) Chrispollas est un astéroïde de la ceinture principale. Il fut découvert le 11 octobre 1985 à Caussols par le CERGA. Il présente une orbite caractérisée par un demi-grand axe de 2,34 UA, une excentricité de 0,10 et une inclinaison de 8,6° par rapport à l'écliptique.

## Compléments